# Francesco II del Balzo
Francesco del Balzo (Andria, 1410 – Andria, 8 agosto 1482) è stato un nobile italiano, 3º duca di Andria e conte di Bisceglie, Copertino, Montescaglioso e Tricase.

## Biografia
Era il figlio di Guglielmo del Balzo, 2º duca di Andria, ed Antonia Brunforte, figlia di Federico, conte di Bisceglie.
Francesco si sposò il 26 gennaio 1426 con Sancia di Chiaromonte (sorella di Isabella, moglie del re di Napoli Ferrante d'Aragona), figlia di Tristano, conte di Copertino, e di Caterina Orsini del Balzo, che morirà il 30 marzo 1468.
Il 31 gennaio 1443 Francesco partecipò al primo Parlamento generale del Regno di Napoli convocato dal re Alfonso V d'Aragona a Benevento, che l'anno prima aveva conquistato. Nel 1438 il sovrano lo nominò consigliere del Sacro Regio Consiglio, con la provvigione annua di 1 000 ducati, e lo inviò, nell'estate del 1451, quale proprio ambasciatore, presso la corte dell'imperatore Federico III d'Asburgo.
Il nuovo re Ferrante d'Aragona nel giugno del 1458 inviò Francesco alla corte di papa Callisto III per ottenere l'investitura del Regno e, dopo la morte di questi, presso papa Pio II a rallegrarsi dell'elezione e a prestargli omaggio. Nel 1459 il re lo inviò a rappresentarlo alla dieta di Mantova che doveva preparare la crociata contro gli Ottomani che avevano conquistato Costantinopoli.
Approfittando della lontananza dal Regno del duca di Andria, il principe di Taranto Giovanni Antonio Orsini del Balzo cercò di conquistare Andria difesa dal figlio Pirro del Balzo, obbligando Francesco a rientrare precipitosamente in sua difesa. Ma, nonostante l'intervento del re, l'assedio riprese nel 1462 con la capitolazione della città e la cattura di Francesco.
Dopo la vittoriosa battaglia di Troia (1462) contro le armate del duca Giovanni d'Angiò-Valois e i baroni napoletani ribelli, tra i quali il principe di Taranto Giovanni Antonio Orsini del Balzo ed il principe di Rossano Marino Marzano, Francesco rientrò in possesso del feudo di Andria, una Signoria in possesso della famiglia Del Balzo sin dal Trecento. Il ducato di Andria uno dei più ricchi feudi del Regno, al centro della Terra di Bari.
Francesco II cognato di re Ferrante, per aver sposato la sorella di Isabella Chiaromonte, figlia del conte di Copertino e nipote del principe di Taranto, era uno dei più fidati baroni del Regno e il più fermo sostenitore della corona d'Aragona, grazie alla sua vicinanza al Re ottenne anche importanti cariche, oltre ad essere nominato ambasciatore presso la corte Pontificia, divenne infatti gran connestabile del Regno e presidente del Sacro Regio Consiglio.
Il Duca morì, secondo alcuni in fama di santità, l'8 agosto 1482, come afferma la lapide posta sulla sua tomba, ma in realtà negli ultimi anni della sua vita era stato sollevato dai diversi incarichi politici e burocratici ed esautorato dal  titolo di Duca dal figlio Pirro, per problemi di salute mentale. Il suo corpo è custodito, mummificato, nella Chiesa di San Domenico di Andria. Sovrasta l'arca un busto attribuito a Francesco Laurana o, secondo altri, a Domenico Gagini. Il duca in effetti non è vestito da terziario, come da sempre hanno sottolineato gli studiosi, ma risulta indossare un abito scamiciato, probabilmente in velluto, come era consuetudine tra la nobiltà dell'epoca. Sullo stesso scamiciato è rappresentato con un collare d'orato recante il motto latino ne quid nimis, molto probabilmente desunto dall'Andria del Terenzio. Sulla base di ciò, il busto di Francesco molto probabilmente non era stato concepito per la chiesa dei domenicani, ma per un luogo civile, come il Palazzo Ducale o il Castel del Monte, e poi trasferito nella chiesa, dopo gli interventi sei-settecenteschi.

## Discendenza
Francesco e Sancia ebbero sei figli:
- Jacopo;
- Pirro;
- Caterina;
- Antonia;
- Anghilberto, duca di Nardò;
- Baldassare, Protonotario Apostolico dell'Abbazia San Michele Arcangelo di Montescaglioso.

## Opere
A lui si devono una serie di committenze architettoniche e trasformazioni urbanistiche ad Andria e nei territori del ducato, compresa la contea di Bisceglie. Francesco fu anche un modesto letterato: nel 1451 scrisse la Historia inventionis et translationis gloriosi corporis s. Richardi Anglici confessoris et episcopi Andriensis, una relazione agiografica relativa al ritrovamento del corpo di San Riccardo di Andria, patrono della città, avvenuto il 23 aprile 1438.